# Knieć błotna górska

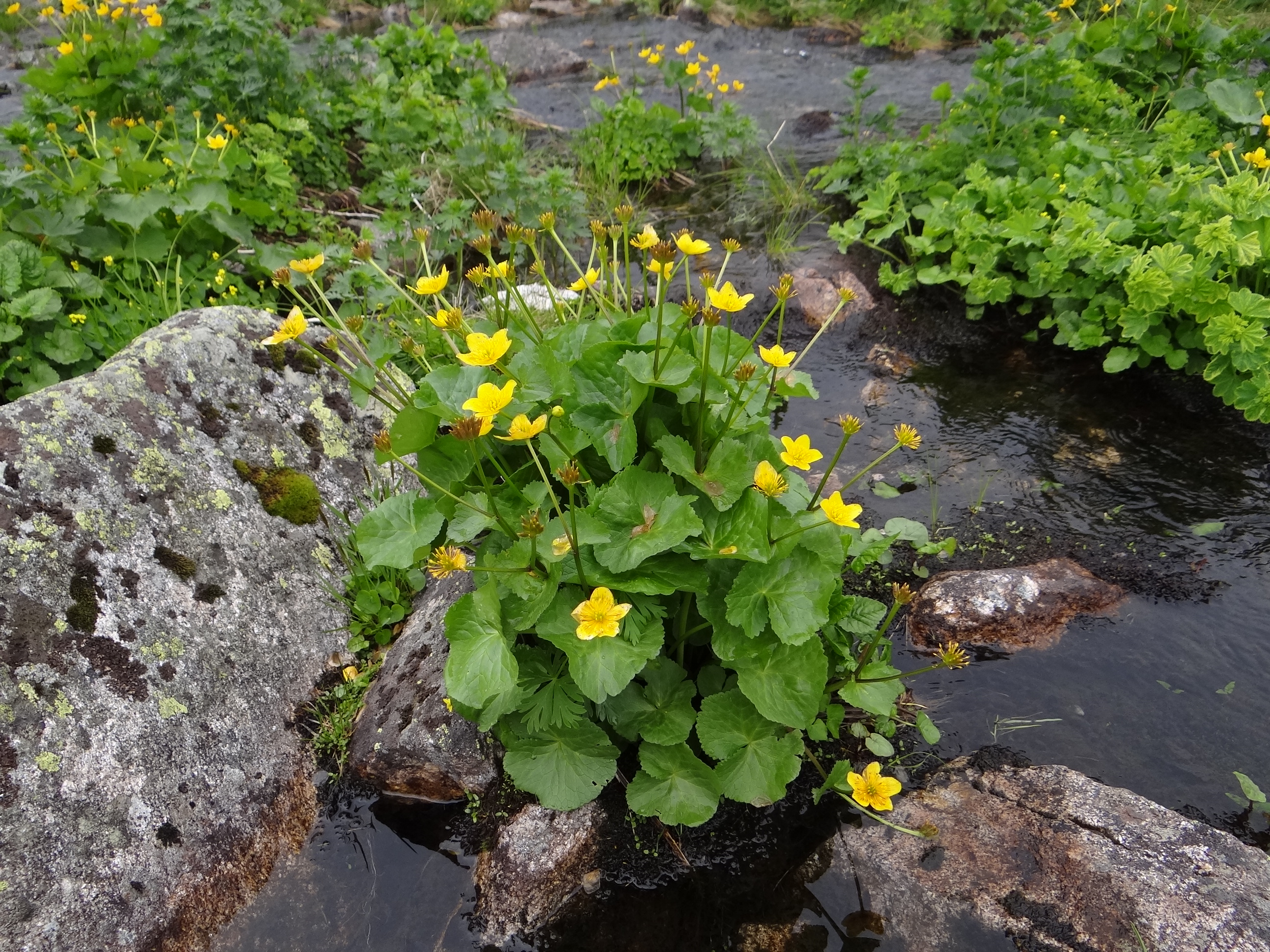

Knieć błotna górska (Caltha palustris L. subsp. laeta (Schott, Nyman & Kotschy) Hegi) – podgatunek knieci błotnej z rodziny jaskrowatych. Takson różnie ujmowany – opisany także jako odrębny gatunek – knieć górska (Caltha laeta Schott, Nyman & Kotschy), we współczesnych bazach danych taksonomicznych nie jest wyróżniany i rośliny tu zaliczane utożsamiane są z odmianą typową knieci błotnej Caltha palustris var. palustris. Występuje w górach środkowej Europy. W Polsce występuje we wszystkich pasmach górskich.

## Morfologia
ŁodygaŁukowato podnosząca się, górą rozgałęziona, naga.
LiścieDuże, okrągławe, nagie, mięsiste, błyszczące, o ostro ząbkowanych brzegach. Dolna część blaszki liściowej jest niekanciasta, zaokrąglona. Liście odziomkowe na długich ogonkach, liście łodygowe na krótszych.
KwiatyDuże, intensywnie żółte, wyrastające pojedynczo lub zebrane w podbaldachy. Każdy posiada pięć płatków, niekiedy zabarwionych zielonkawo od spodu. Kwiaty o średnicy do 4 cm z bardzo licznymi pręcikami i 5-15 słupkami. Roślina miododajna, nektar znajduje się u nasady słupków.
OwoceMieszki. Są najbardziej charakterystyczną cechą gatunkową odróżniająca knieć błotną górską od pozostałych podgatunków. Dojrzałe, ale jeszcze nie otwarte mieszki są stulone, wyprostowane i równoległe. Ich górny koniec nagle zwęża się w krótki dzióbek.

## Biologia i ekologia
RozwójBylina, hemikryptofit. Kwitnie od marca do maja lub czerwca. Wabi owady sokiem, specjalnymi plamami i rysunkami, które mogą być zauważone tylko przez oczy owadów, reagujące na ultrafioletowe światło.
Roślina trującaW stanie surowym cała roślina jest słabo trująca i nie jest zjadana przez bydło. W sianie traci swoje trujące własności.Liczba chromosomów 2n=16, 24, 32, 56.
SiedliskoMokre łąki, młaki, koryta potoków, źródliska, ziołorośla. W Tatrach rośnie aż po piętro alpejskie.
FitosocjologiaGatunek charakterystyczny dla Ass. Caltho-Alnetum.